# فيتوريو أميديو الثاني

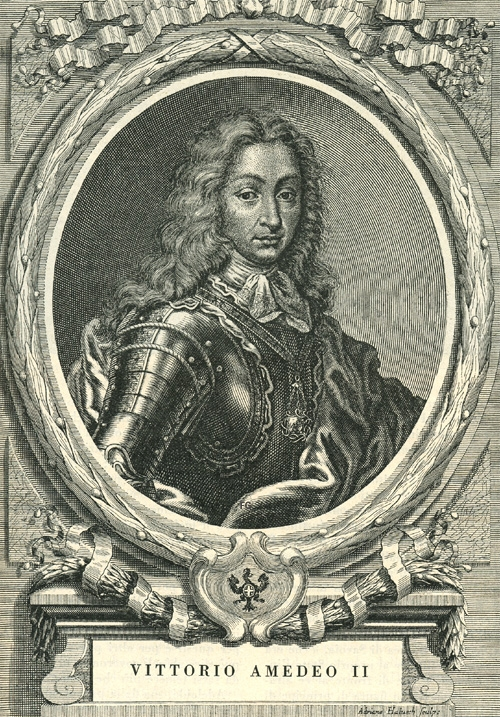
فيتوريو أميديو الثاني.

فيتوريو أميديو الثاني فرانشيسكو دي سفويا الملقب ثعلب سفويا (تورينو، 14 مايو 1666 - مونكالييري، 31 أكتوبر 1732) ماركيز سالوتسو وماركيز من مونفيراتو ودوق سفويا وأمير بييمونتي وكونت أوستا ومورين ونيس من سنة 1675 حتى 1720. وكان أيضاً ملك صقلية بين عامي 1713 و1720 عندما أصبح ملك سردينيا. تحولت سياسية بييمونتي خلال عهده تحولاً جذريا على أساس خضوع للقوى الأجنبية كفرنسا أو إسبانيا، يدعياً بفخر استقلال الدولة الصغيرة عن الدول المجاورة (يـُذكر على سبيل المثال، ما حدث أثناء حصار تورينو سنة 1706). تمكن فيتوريو أميديو الثاني بهذه السياسة من إحراز التقدم وتوج ملكاً غلى صقلية أولا ثم على سردينيا.